# Arbaniés
Localidad de la comarca Hoya de Huesca que pertenece al municipio de Siétamo en la Provincia de Huesca. Situada en un llano a la izquierda del río Guatizalema, su distancia a Huesca es de 16 km.

## Historia
- El 3 de agosto de 1357 el rey Pedro IV de Aragón ordenó que no se vejase a Teresa Díez de Mendoza, que era dueña de Arbaniés (SINUÉS, nº. 320)
- El 18 de agosto de 1391 el rey Juan I de Aragón vendió al monasterio de Montearagón el mero y mixto imperio y toda jurisdicción sobre Arbaniés (SINUÉS, nº.1261)
- El 23 de marzo de 1428 el rey Alfonso V de Aragón prohibió enajenar Arbaniés en premio a la luición hecha por su universidad (SINUÉS, nº. 323)
- En febrero de 1440 era dueño Martín de Anzano (SINUÉS, nº. 324)
- En 1610 era de Gaspar de Gurrea (LABAÑA, p. 58 y 59)
- En 1845 tenía 40 casas y escuela para 16 o 20 alumnos; El agua se cogía de la fuente de Fayed en verano y de la fuente de Picada en invierno (MADOZ)
- 1970 - 1980 se incorporó a Siétamo. La incorporación del núcleo al ayuntamiento de Siétamo supuso un cambio negativo en la evolución local

## Demografía
| Gráfica de evolución demográfica de Arbaniés entre 1842 y 1970 |
| |
| Población de derecho según los censos de población del INE Población de hecho según los censos de población del INEEntre el censo de 1981 y el anterior, este municipio desaparece porque se integra en el municipio Sietamo |

| 1970 | 2000 | 2001 | 2002 | 2003 | 2004 | 2008 |
| ---- | ---- | ---- | ---- | ---- | ---- | ---- |
| 134  | 73   | 66   | 64   | 66   | 67   | 70   |

## Monumentos
- Parroquia dedicada a Nuestra Señora de los Ángeles, templo de origen románico del siglo XIII pero con sucesivas remodelaciones.[4]
- Ermita de San Silvestre, construcción barroca del siglo XVIII y cuyos restos conservados se limitan a una parte de lo que fueron los muros perimetrales, restos de sillares y fragmentos de mosaicos.[5]

## Fiestas
Las fiestas de Arbaniés son en honor a San Silvestre y a Nuestra Señora de los Ángeles.
Estas primeras, son el 31 de diciembre, en la que es habitual la "matacía" del tocino por la mañana, y , más tarde, una comida popular organizada por la asociación cultural "El cuerno".
Las fiestas en honor a Nuestra Señora de los Ángeles, se celebran el 15 de agosto con una misa, y posteriormente, un vermut y el fin de semana siguiente a ese día, en las que cabe destacar el concurso de tapas "o bocao de Arbanies" organizado por la asociación cultural "El Cuerno" y la cena popular.